# قلعه دز ماشین
بقایای قلعه دز ماشین مربوط به دوران‌های تاریخی پس از اسلام است و در شهرستان رودسر، بخش رحیم‌آباد، روستای لیما واقع شده و این اثر در تاریخ ۲۷ بهمن ۱۳۸۲ با شمارهٔ ثبت ۱۰۹۸۷ به‌عنوان یکی از آثار ملی ایران به ثبت رسیده‌است.